# Quintus Hedius Lollianus Plautius Avitus
Quintus Hedius Lollianus (Gentianus?) Plautius Avitus war ein römischer Politiker und Senator zur Zeit des Septimius Severus. 
Avitus stammte wahrscheinlich aus Pollentia in Ligurien. Sein Vater war Quintus Hedius Rufus Lollianus Gentianus, Suffektkonsul um 186. Avitus war Kommandeur der Legio VII Gemina von 202 bis wohl 205. Er wurde im Jahr 209 ordentlicher Konsul und in der Zeit um 224 Statthalter von Asia. Sein Bruder war Hedius Lollianus Terentius Gentianus, Konsul im Jahr 211.